# Cercopithecus erythrogaster
Cercopithecus erythrogaster (Мавпа червонобрюха) — примат з роду Мавпа (Cercopithecus) родини мавпові (Cercopithecidae). Наукова назва цього виду, erythrogaster, походить від грецьких слів "erythros", що означає «червоний» і "gaster" — «живіт».

## Опис
Має коричневе хутро і червонувато-сірий низ живота, чорне обличчя з контрастною білою бородою і горлом і, як і всі мавп, має округлу голову, струнку будову, довгі задні кінцівки, довгий хвіст і защічні мішки для зберігання харчових продуктів. Довжина голови й тіла: 46 см, вага самців: 4,1 кг, самиць: 2,4 кг.

## Поширення
Країни: Бенін; Нігерія; Того. Цей вид зустрічається в первинних, вторинних та річкових низовинних вологих лісах. Середній розмір групи становить п'ять тварин, хоча були відзначені групи до 30.

## Стиль життя
Це деревний і денний вид, який в основному активні рано вранці або ближче до вечора. C. erythrogaster — суспільна тварина, яка живе у групах, що містять від 5 до 30 осіб, які зазвичай містять одного домінуючого дорослого самця, ряд дорослих самиць і їх дитинчат. Харчується переважно плодами і насінням, але також листям, кількість яких збільшується, коли фрукти в дефіциті, і доповнює свою дієту дрібними птахами, рептиліями і комахами.
Хоча біологію розмноження цього виду до кінця не вивчене, ймовірно, вона схожа на інших видів року, коли зазвичай спаровування проходить в липні-вересні і народжується одне маля після періоду вагітності близько шести місяців.

## Загрози та охорона
Лісові місця перебування в межах цього виду сильно деградували. На цей вид також полюють ради м'яса.
Цей вид занесений до Додатка II СІТЕС і класу А Африканської конвенції про охорону природи і природних ресурсів. У Нігерії він присутній Національному Парку Окому і в ряді заповідників.